# トヨタ・クラウンヴェルファイア
クラウン ヴェルファイア（英語: CROWN VELLFIRE、中国語: 皇冠 威尔法）は、天津一汽トヨタ自動車が販売している高級ミニバンである。

## 初代 AH30型（2021年 - 2023年）
2021年4月19日、上海モーターショーにて、クラウンシリーズのミニバンとして初公開された。同時にハイランダーベースのSUVモデルである「クラウン クルーガー」も初公開された。
パワートレインは2.5 Lエンジン＋モーターのハイブリッドシステムで、全車E-four（電気式4WD）を採用している。
外観は、フロントフェイスをはじめとした随所にクラウンブランドを象徴する王冠エンブレムを装着している。
内装は7人乗り仕様のみの設定である。エアコンはN95規格並みの微粒子除去が可能なフィルターやナノイーXが搭載されているほか、パワーオットマン機能付きのセカンドシート、JBLオーディオシステム、DVDリアエンターテイメントシステム、16色アンビエントライティングシステムなどの各種快適装備を装備している。ステアリング中央のロゴはトヨタマークであるが、ディスプレイやメーター内の液晶にはクラウンの王冠マークが表示され、ツインムーンルーフが装着されるなど豪華仕様となっている。

価格は83万元～92万元（約1390万～1530万円）の3グレード展開である。

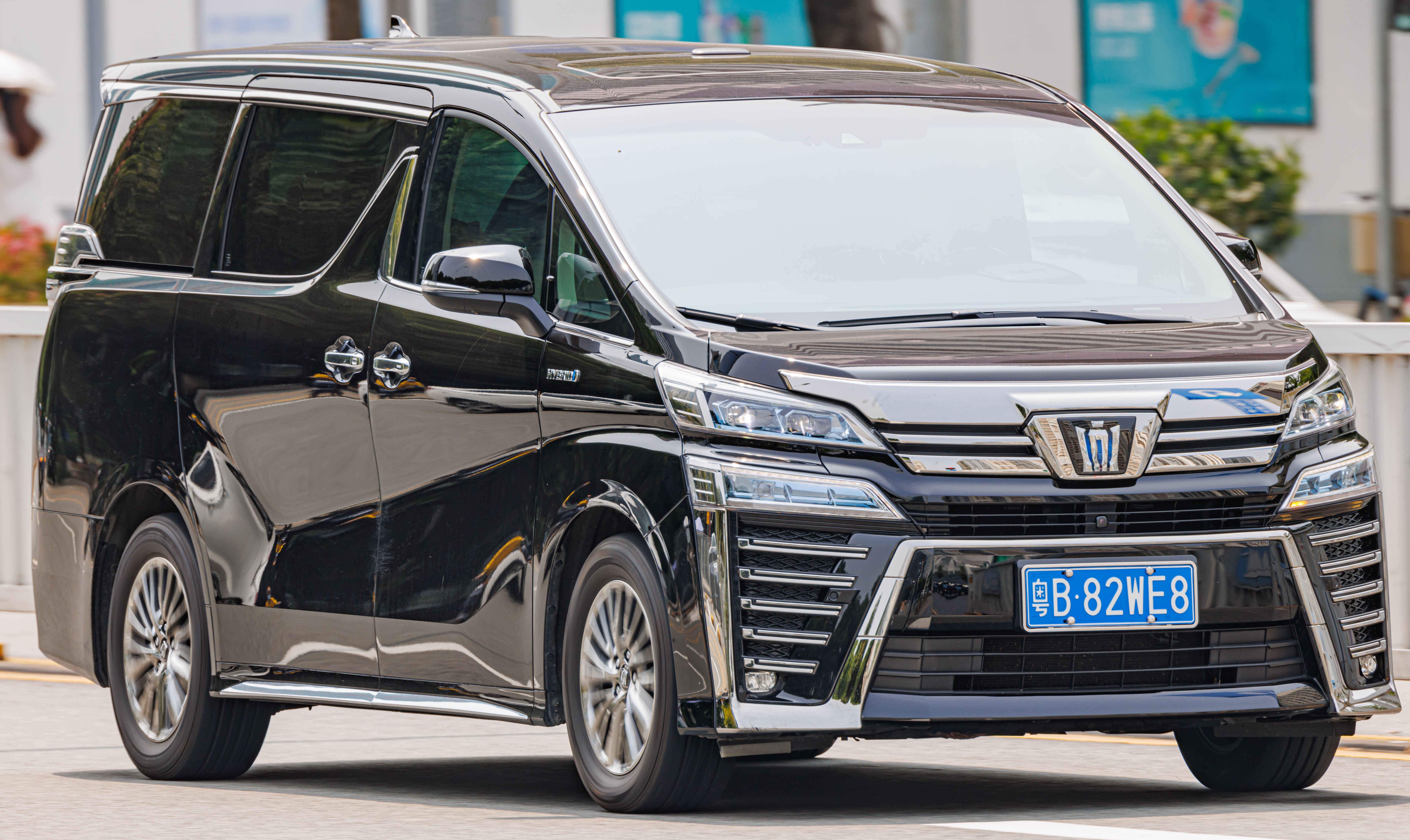
エアロ

## 2代目 AH40型（2023年 - ）
2023年6月21日、クラウンスポーツクロスと同時に発表。
。

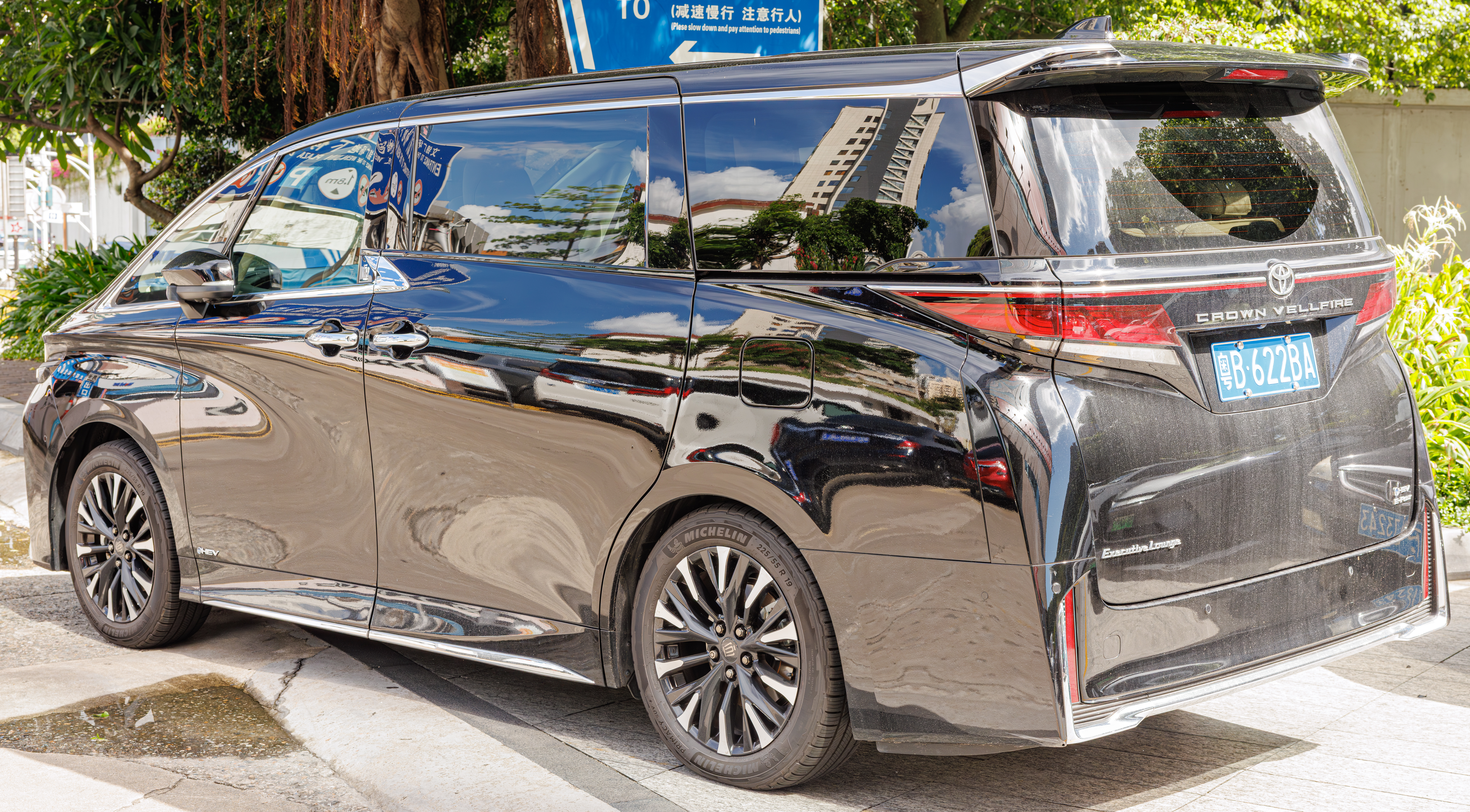
リア